# Wittgert
Wittgert ist eine Ortsgemeinde im Westerwaldkreis in Rheinland-Pfalz. Sie gehört der Verbandsgemeinde Ransbach-Baumbach an.

## Geographie
Die Gemeinde liegt im Westerwald zwischen Koblenz und Siegen an den Grenzen des Kannenbäckerlandes. Am Ort vorbei fließt der Saynbach, der zum Einzugsbereich des Rheines gehört. Durch den Ort selbst fließt der Röttgesbach, der in den Saynbach mündet.

## Geschichte
Erste urkundliche Erwähnung fand das Dorf im Jahr 1298 als Widechinrode.
Bevölkerungsentwicklung
Die Entwicklung der Einwohnerzahl von Wittgert, die Werte von 1871 bis 1987 beruhen auf Volkszählungen:
| Jahr | Einwohner |
| 1815 | 196       |
| 1835 | 250       |
| 1871 | 215       |
| 1905 | 225       |
| 1939 | 278       |
| 1950 | 309       |

| Jahr | Einwohner |
| 1961 | 305       |
| 1970 | 330       |
| 1987 | 579       |
| 1997 | 617       |
| 2005 | 652       |
| 2023 | 636       |

## Politik

### Gemeinderat
Der Gemeinderat in Wittgert besteht aus zwölf Ratsmitgliedern, die bei der Kommunalwahl am 9. Juni 2024 in einer Mehrheitswahl gewählt wurden, und der ehrenamtlichen Ortsbürgermeisterin als Vorsitzender.

### Bürgermeister
Gabi Hoffmann wurde am 3. Juli 2024 Ortsbürgermeisterin von Wittgert. Da für die Direktwahl am 9. Juni 2024 kein gültiger Wahlvorschlag eingereicht wurde, oblag die Neuwahl des Bürgermeisters gemäß rheinland-pfälzischer Gemeindeordnung dem Rat, der sich auf seiner konstituierenden Sitzung für Gabi Hoffmann entschied.
Der Vorgänger von Gabi Hoffmann, Thomas Hoffmann, hatte das Amt 15 Jahre inne und kandidierte bei der Wahl 2024 nicht erneut.

### Wappen
| Wappen von Wittgert | Blasonierung: „Von Schwarz und Grün durch silbernen Wellenpfahl gespalten. Rechts ein silberner Hammer und eine silberne Rodungshacke schräggekreuzt, links ein silberner Tonkrug.“ |
| Wappen von Wittgert | |

## Kultur und Sehenswürdigkeiten

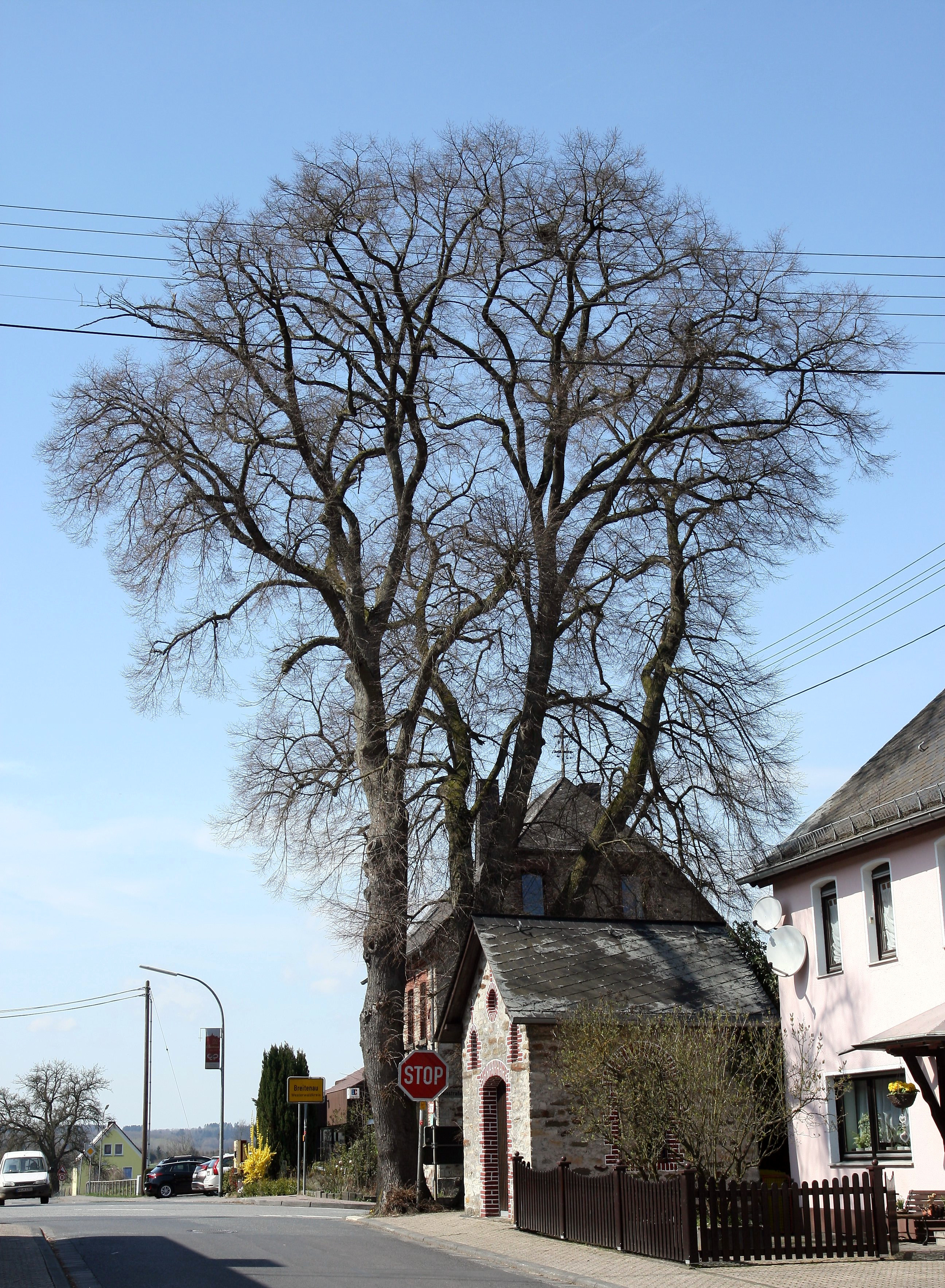
Lindengruppe an der Kapelle

### Kulturdenkmale
In Wittgert stehen unter anderem ein Fachwerkhaus aus dem 19. Jahrhundert und ein gusseiserner Laufbrunnen unter Denkmalschutz.

### Naturdenkmale
An der Kapelle in Wittgert befindet sich eine Gruppe von Lindenbäumen (Tilia platyphyllos), die seit 1985 als Naturdenkmal ausgewiesen ist.

## Wirtschaft und Infrastruktur

### Verkehr
- Die Bundesautobahn 3 mit der Anschlussstelle Ransbach-Baumbach (AS 38) wird in sechs Kilometern erreicht.
- Der nächstgelegene ICE-Halt ist der Bahnhof Montabaur an der Schnellfahrstrecke Köln–Rhein/Main.